# Ручьёвское сельское поселение (Архангельская область)
Ручьёвское сельское поселение или муниципальное образование «Ручьёвское» — упразднённое муниципальное образование со статусом сельского поселения в Мезенском муниципальном районе Архангельской области.
Соответствует административно-территориальной единице в Мезенском районе — Ручьёвскому сельсовету
Административный центр — село Ручьи.

## География
Ручьёвское сельское поселение находится на западе Мезенского муниципального района, на Зимнем берегу Двинской губы и Горла Белого моря. Крупнейшие реки поселения: Мегра́, Ручьи, Большие Инцы, Малые Инцы.

## История
Муниципальное образование было образовано в 2006 году.

## Население
| 2010 | 2011 | 2012 | 2013 | 2014 | 2015 |
| ---- | ---- | ---- | ---- | ---- | ---- |
| 263  | ↘262 | ↘253 | ↘250 | ↗277 | ↗281 |
| 2016 | 2017 | 2018 | 2019 | 2020 | 2021 |
| ↘271 | ↗280 | ↘273 | ↘228 | ↗244 | ↘187 |

## Состав сельского поселения
В состав сельского поселения входят населённые пункты:
- Инцы
- Мегра
- Ручьи